# Некромантик
Некромантик (стилизован као НЕКРомантик) је западнонемачки хорор експлоатациони филм из 1987. чији је косценариста и режисер Јорг Бутгерејт. Филм је изразито контроверзан и забрањен је у бројним земљама, али је упркос томе постао култни филм током година због своје трансгресивне теме (укључујући некрофилију) и смелих слика.

## Радња
Роберт Шмадтке је проблематични младић који ради за компанију специјализовану за чишћење јавних простора након саобраћајних несрећа и других фаталних инцидената; посао који Роберту омогућава да се препусти и истражује своје фетише некрофилије, које дели и његова супруга Бети. Њихов стан је украшен централним преклопима на којима се налазе модели, слике славних убица и тегле са људским деловима, који су сачувани у формалдехиду.
Једног дана позвана је агенција за чишћење улица да се позабави телом човека пронађеног мртвог у језеру. Роберт постаје фасциниран када угледа човеков тешко распаднути леш, и тајно га носи кући са собом, након чега га поклања Бети. Узбуђени, обоје су одсекли део ноге дрвене столице, пре него што су га залепили на међуножје леша и ставили кондом преко њега, тиме дозвољавајући Бети да га користи као импровизовани фалус.
Следећег дана, Роберт се на послу сусреће са својим сарадницима и на крају добија отказ због уобичајеног кашњења и мириса који се шири из одела у његовом ормарићу. Он се враћа кући и обавештава Бети о свом отказу, након чега га она љутито кори пре него што оде и понесе леш са собом. Роберт доживи емоционални слом и убије њихову мачку, пре него што се окупа њеном изнутрицом.
Роберт пије виски и пилуле, пре него што заспи и доживи сан да је делимично распаднути леш, који се игра са распаднутом одсеченом главом поред девојке обучене у бело. Након буђења, ноћ је и Роберт напушта свој стан да унајми проститутку. Одлазе на гробље, где се нада да ће му околина помоћи да задовољи његов либидо, али то се не дешава. Након што му се проститутка руга, он је у налету беса задави до смрти, а затим силује њен леш. Следећег јутра Роберта је заплашио стари гробар који је наишао на њих. Роберт брзо хвата гробарову лопату и њоме му одрушава главу пре него што бежи назад у свој стан, где извршава самоубиство забадајући се ножем у стомак, док истовремено ејакулира. Нешто касније, приказана је невидљива фигура у високим потпетицама како копа Робертов гроб.

## Улоге
- Бернд Дактари Лоренц као Роберт Шмадтке
- Беатрис Мановски као Бети
- Харалд Лундт као Бруно
- Колосео као Јое
- Кристијан Баумгартен као Жена у сну
- Харалс Вејс као жртва врта
- Фолкер Хауптвогел као Човек са пиштољем

## Продукција

### Развој
Бутгерејт је раније режирао игране филмове у Супер 8 формату, али је ово био његов први дугометражни филм. Бутгерејт и косценариста Франц Роденкирхен осмислили су основни концепт филма док су расправљали о односу између љубави, секса и смрти. Идеја да се оргазам повеже са тренутком смрти, када неко заправо ужива у сопственој смрти, била је део њихових почетних идеја.

### Снимање
Филм је био небуџетски филм, са јефтиним специјалним ефектима. Филм користи стварна животињска црева и очне јабучице свиња. Сцена везана за зечеве користила је документарне снимке професионалног узгајивача зечева на послу.

### Музика
Оригиналну музику за филм компоновали су Херман Коп, Бернд Дактари Лоренц и Џон Бој Волтон.

## Анализа
Према Бартломијеју Пашилку, филм је открио своје корене у аматерским филмским техникама кроз коришћење лоше глуме и инфериорне кинематографије. Оно што га је заправо учинило "мора да се види" филмом за љубитеље хорора су сцене које разбијају табуе и боравак у прљавим, одвратним темама. Према Крису Вандеру Лугту, у жанровском смислу Некромантик је мешавина елемената из неколико жанрова: сплатер филм, "шлок" филм, црна комедија, експлоатациони филм и софткор порнографија. Сам наслов имплицира мешавину смрти (некро-) и романтике. Филм тада служи и као ода некрофилији и као напад на перцепцију морала буржоазије.
Осим његовог хобија да сакупља узорке са лешева, Роб је приказан као типичан припадник немачке радничке класе. С друге стране, фирма која га запошљава има фашистичке алузије у свом називу и амблему. Када Роб изгуби посао, завршава се и његова романса са Бети. Она га грди због недостатка новца и мушкости. Затим га напушта, уводећи теме емоционалне и финансијске импотенције.
Неколико пута у филму, спољашност стана Роба и Бети је приказана са улице. Ова изузетна спољашњост је у супротности са гротескним сценама које се одвијају иза његових зидова. Лини Блејк тврди да је ово призивање језивог у фројдовским терминима. Роб поседује минијатурну верзију Стакленог човека. Направио га је 1930. Франц Чакерт, био је то модел мушке фигуре у природној величини са провидном кожом, чинећи видљивим скелет и неколико унутрашњих органа. Постављање овог артефакта, заједно са теглама са узорцима у стану, чини да изгледа као лабораторија лудог научника.
Лини Блејк говори да је убица младог баштована раније виђен како пуца на птице и да је толико сличан ликовима из Хејматфилма. Ово је био у суштини конзервативни западнонемачки жанр који је приказивао „морално неоспоран живот породице и заједнице“. Она тврди да Бутгерејт и евоцира и исмејава овај жанр, а тиме и културу која га је произвела. Наводно угледни члан друштва убија, сакрије леш, а затим нестаје из видокруга, извлачећи се са убиством.
Филм укључује неколико наврата секвенце из снова, као што су Робове визије жене у белом у руралном пејзажу. Она преноси одсечену главу у кутији и касније се игра са њом.
Филм је и слашер филм. Док убица са ножем прати женске жртве, десензибилизованој публици биоскопа делује досадно. Они се љубе или милују, једу или разговарају током сцене мучења мизогиније, што сведочи о њиховом недостатку емпатије. Сцена самоубиства је приказ екстремног мазохизма, али и завршава причу о сексуалној дисфункцији лика, егзистенцијалној кризи и друштвеној изолацији. Роб није само особа са фетишом, већ и особа која стално пропада у односима са живима.

## Емитовање
НЕКРомантик је пркосио цензурним стандардима Западне Немачке. Од 1984. године, сви хорор филмови објављени у Западној Немачкој су монтирани да би се уклониле сцене насиља, како у биоскопима тако иу видео издању (као што је филм Дан мртвих из 1985, док је укупно 32 филма забрањено за приказивање у било ком формату, укључујући Тексашки масакр моторном тестером (1974), Дан мајки (1980) и Зли мртваци (1981).

## Пријем
Филмски критичари Берлина су обично били наклоњени филму, коментаришући његово разбијање табуа, његове уметничке вредности и квалитет специјалних ефеката. Чланак у часопису о сексу и смрти у модерном геј кинематографу доживљава филм као алегорију за сиду и неопходност безбедног секса.
Филм се у почетку није суочио са значајним репресалијама. Тек је скандал око наставка Некромантик 2 (1991) довео до тога да немачке власти привремено забране продају оригиналног филма поштом.
Џон Вотерс је прогласио Некромантик "првим еротским филмом за некрофиле".

### Контроверзе
Филм је тренутно потпуно забрањен на Исланду, Малезији, Сингапуру и провинцијама Нова Шкотска и Онтарио у Канади. Године 1992. Аустралијски класификацијски одбор је потпуно забранио филм у Аустралији због „садржаја графичке некрофилије“. Године 1993. филм је забрањен у Финској. Филм је потпуно забранила Канцеларија за класификацију филма и књижевности Новог Зеланда 1999. године због „одвратног, непожељног садржаја (некрофилија, снажно насиље, окрутност према животињама и одвратно понашање)“. Филм је забрањен и у низу других земаља. Британски одбор за класификацију филмова је 2014. године прошао филм без резања са сертификатом 18.

## Наслеђе
Филм је изнедрио наставак три године касније, Некромантик 2, истог редитеља. Беатрис Мановски је поновила своју улогу Бети као главне јунакиње филма. Шпански горегринд бенд Хаеморрхаге користио је уводну тему филма као увод у свој албум Еметиц Цулт. Норвешки блацк метал бенд Царпатхиан Форест обрадио је уводну тему филма у свом албуму Странге Олд Брев. Дански психобили бенд Некромантик је добио име по филму.